# فردریک آبل
فردریک آبل (انگلیسی: Frederick Abel؛ زاده ۱۷ ژوئیهٔ ۱۸۲۷ درگذشته ۶ سپتامبر ۱۹۰۲) یک دانشمند در زمینه شیمی اهل بریتانیا بود.